# Richard Coffey
Richard Lee Coffey (Aurora, 2 settembre 1965) è un ex cestista statunitense, professionista nella NBA, in Turchia e in Spagna.
È il padre di Amir e Nia Coffey.